# Victor Kvedéris
Victor Kvedéris (18. oktober 1909 i Flensborg – 23. august 1966 i Birkerød) var en dansk billedhugger og kunstmaler. 
Kvedéris var født i Tyskland, men anså sig selv for dansk og var tæt knyttet til Nordslesvig. Han var uddannet fra Det Kongelige Danske Kunstakademi og gik senere i lære hos billedhuggeren Einar Utzon-Frank. Han var desuden knyttet til Sigurd Schultz, der støttede og rådgav ham. 
Hans hovedværk er rytterstatuen af Christian 10. fra 1952, der er opstillet på Axeltorv i Nakskov. Kvedéris udført allerede i 1940 et udkast til en rytterstatue til Haderslev, som blev stærkt kritiseret og derfor aldrig realiseret. Den københavnske kritik var også ofte hård over for hans værker.
Victor Kvedéris' kunstværker er overvejende opstillet i Sønderjylland.

## Skulpturer
- En bronzebuste af Kong Christian X af Viktor Kvederis blev opsat september 1945 foran det gamle rådhus i Hasle,[3] Bornholm til minde om freden maj 1945.
- En bronzestatue kaldet Lollandspigen er opstillet på Torvet i Maribo på Lolland.[4][5]
- Bronzestatue kaldet "Gråstenpigen" fra ca 1960 på Torvet foran det gamle rådhus i Gråsten